# 山本太郎
山本 太郎（やまもと たろう、1974年〈昭和49年〉11月24日 - ）は、日本の政治家、元俳優、元タレント。参議院議員（2期）。れいわ新選組代表。
衆議院議員（1期）、自由党共同代表兼政策審議会長等を歴任した。

## 来歴

### 俳優・タレントとして
兵庫県宝塚市生まれ。1990年、高校1年生の時にバラエティ番組『天才・たけしの元気が出るテレビ!!』（日本テレビ）の「高校生制服対抗ダンス甲子園」に3人組「アジャコング＆戸塚ヨットスクールズ」のリーダーとして出場して注目を集めた後、芸能界入り。
1991年、映画『代打教師 秋葉、真剣です!』の準主役で役者デビュー。それ以来、「田舎の気の良いあんちゃん」など、肉体派でありながらどこか素朴さを持つ優しく真面目な面と、ヤクザの若頭などの強面も出来る面が定着し、50本以上の映画やドラマで俳優として出演したほか、バラエティ番組での司会やナレーションなど多方面で活躍した。演じる役のほとんどが関西出身の設定であるため（本人も関西出身である）、関西弁で演じている。所属事務所はネスト（1991年 - 1998年）。フリーランスの俳優となってから主演した2012年公開の映画『EDEN』では、新宿二丁目のショーパブの店長であるミロという役で初めてのゲイ役に臨んだ。後述の反原発運動を起こして以来久々の本業復帰となったが、プロデューサーの李鳳宇から打診があったときには「この時期にボクの主演映画ですか…。李さんは勇気ありますね」と答えたという。
テレビドラマ出演デビューは1992年の『しあわせの決断』で、1996年にはNHK連続テレビ小説『ふたりっ子』にヒロインの相手役である海東壮平役で出演。『難波金融伝 ミナミの帝王』シリーズでは、萬田銀次郎の舎弟・新庄公平役として第30作「破産 金融屋殺し」（1999年）から、第49作「仮面の女」（2004年）まで5年間出演した。2000年の映画『バトル・ロワイアル』では主要人物の一人である川田章吾を演じた。2004年にはNHKの大河ドラマ『新選組!』に原田左之助役で出演。また、トーク番組『トップランナー』（NHK教育）では2005年から2008年まで司会を務め、世界ウルルン滞在記では身体を張った旅人ぶりが話題となった。
また2003年12月に開催された「サントリー1万人の第九」第21回公演に、一般参加者に混ざってテノール・パートにて合唱出演。当時『第九』はおろかクラシック音楽を歌うこと自体初めてだったという自身の公演本番に至る奮闘ぶりは、後日に放映された「1万人の第九」ドキュメンタリー「1万人の第九 山本太郎『第九』を歌う」にて紹介された。

### 政治家として
2011年4月、反原発運動を開始。同年5月末にはシス・カンパニー （1998年 - 2011年5月27日）を退社し、6月には退社前に決まっていたミュージカルに出演したが、その後フリーランスとなり『EDEN』など映画、舞台等小規模作品にコンスタントに出演していた。
2012年4月、太陽光発電設備の販売や施工を手掛ける「ソーラーリフォーム社」（横浜市）に正社員として就職。
2012年12月1日、第46回衆議院議員総選挙への出馬と政治団体「新党 今はひとり」の立ち上げを表明し、同年12月5日に総務省へ届け出た。最終的には、東京8区から無所属（日本未来の党・社会民主党支持）で立候補。主に反原発、反TPP等を訴え、71,028票を獲得するも次点で落選した。山本は自民党が圧勝したことに憤慨し、報道陣の前で「このままでは極右化が進んでしまう。日本から脱出した方がいい」「はい、終わり。日本は終わりです。みなさん脱出したほうがいいんじゃないすか」と述べた。

#### 2013年参議院議員選挙
2013年7月21日の第23回参議院議員通常選挙では東京都選挙区（改選数5）から無所属で立候補、666,684票を獲得し4位で初当選した。選挙に際しては、生活の党、社会民主党、緑の党グリーンズジャパン、新社会党 の各党の支援を受けた。
2014年2月に行われた第19回東京都知事選挙では、脱原発を公約した共産党・社民党・新社会党・緑の党グリーンズジャパン推薦の宇都宮健児、民主党・結いの党・生活の党支援の細川護熙いずれへも表立っては支援せず、脱原発候補への投票を呼びかけるに留めた。
結果は自民党都連・公明党都本部推薦、新党改革支援の舛添要一に大敗し、山本は「効果的な動きが出来なかった自分自身の不甲斐なさを感じる」と述べた。また、細川について「細川さんはワイドショー選挙をできると思って、メディアを信じていたようだが、それは大きな間違いだ」と指摘しつつ、「反旗を翻したファイティングスピリットは感動した」と脱原発を公約したことを評価した。
2014年（平成26年）3月19日に「新党ひとりひとり」への名称変更を総務省へ届け出た。目標は脱原発勢力を結集させる国政政党を作ること。今後は各地の国政選挙、地方選挙に候補者を擁立していくことを目指すとしている。
2014年4月に衆議院鹿児島2区で行われた補欠選挙に介護福祉士で脱原発活動家の有川美子 を党として公認した。結果は日本共産党の候補者を上回る票を得たが、6人中3位で落選。日本共産党の候補者と票が割れたことが原因であった。
2014年12月14日投開票の第47回衆議院議員総選挙では、東京8区から立候補した民主党の円より子への支援を表明したが結果は落選した（石原伸晃が当選）。選挙後、山本は政党要件を失っていた生活の党に入党し、政党要件を回復させるとともに、党名を「生活の党と山本太郎となかまたち」に改めさせた。また、山本は「無所属の会」を提案したが、小沢一郎は「生活」の名を残すことは譲れなかったので、この名前になったともいう。
2015年1月より内閣委員会、行政監視委員会、東日本大震災復興及び原子力問題特別委員会、国の統治機構に関する調査会 に所属。
2016年7月の第24回参議院議員通常選挙では東京都選挙区（改選数6）から無所属で立候補した三宅洋平を支援（結果は落選）。
同年10月12日、「生活の党と山本太郎となかまたち」が「自由党」に党名変更を決定したことにともない、党籍を自由党に置いたまま、自身の政治団体「山本太郎となかまたち」から次期衆議院選挙で東京ブロックで候補者擁立をめざすことを表明した が、最終的には擁立を見送った。
2018年10月、フランスの「人民共和連合」党首と国際情勢に纏わる意見交換が行われた。

#### 2019年参議院議員選挙
2019年4月10日、夏の参議院議員選挙に向けて同月下旬に自由党を離党する一方、新たに政治団体「れいわ新選組」を設立。
同年7月に行われた第25回参議院議員通常選挙に比例区より立候補、比例区の全候補者で最多となる991,756票 の個人名票を得るも落選（山本以外の候補者2人が「特定枠」で優先して当選したため）。「れいわ新選組」の得票率が4.6%であったことから、政党要件を満たした「れいわ新選組」の党代表となる。
なお、選挙期間中には、山本の政見放送動画が84万回再生される（安倍首相出演の自民党の政見放送の約13万回を上回る）、山本と安倍首相による自民党の政見放送を比較した動画が130万回超再生される など盛り上がりを見せる、山本の街頭演説の動画がSNSで大量にリツイートされる など、SNS上での選挙戦略も含めその勢い は「社会現象化」、「れいわフィーバー」、「れいわ旋風」 などとメディアで評され、選挙後には、自身は議席を失ったものの「れいわ新選組」は”躍進”と複数の記事で報じられ、複数の野党から連携を持ちかけられるなど、注目される存在となった。

#### 2020年東京都知事選挙

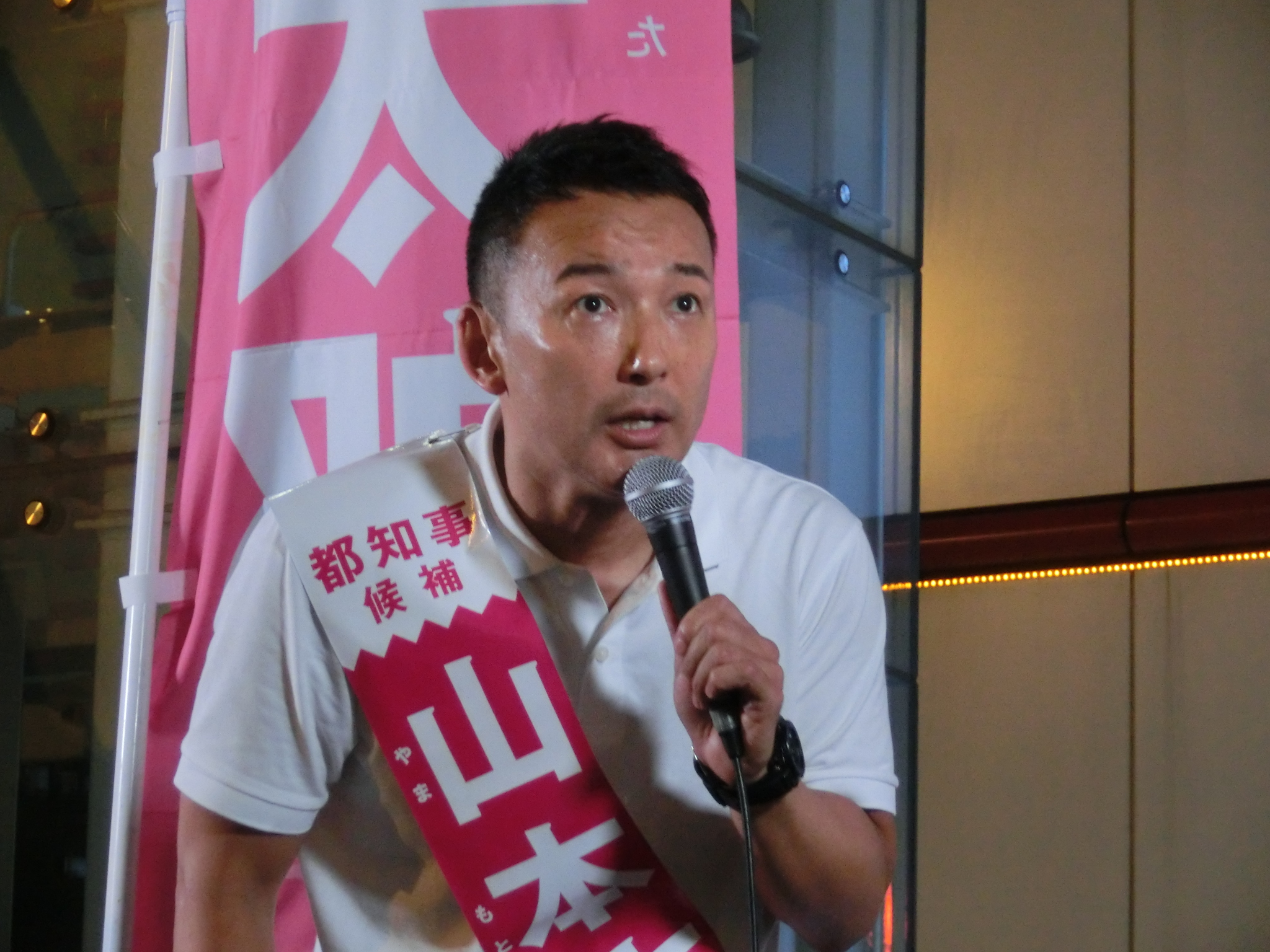
2020年6月27日、東京都知事選挙の演説中（北千住駅西口デッキにて）

2020年7月5日執行の東京都知事選に立候補するも、（立候補22名中）得票数3位で落選。得票数は657,277票（得票率10.7%）。
7月7日、福山哲郎が「支持層が重なっている山本太郎さんが最終局面になって出たということで、野党側の票が割れることは自明になった」と恨み節を述べた、と報じられた。
7月5日、山本は、「高かった（小池）百合子さんの、1億2970万4391円の寄付金が集まり、選挙に関する支出は1億2450万777円」と記者会見した。

#### 2021年衆議院議員選挙

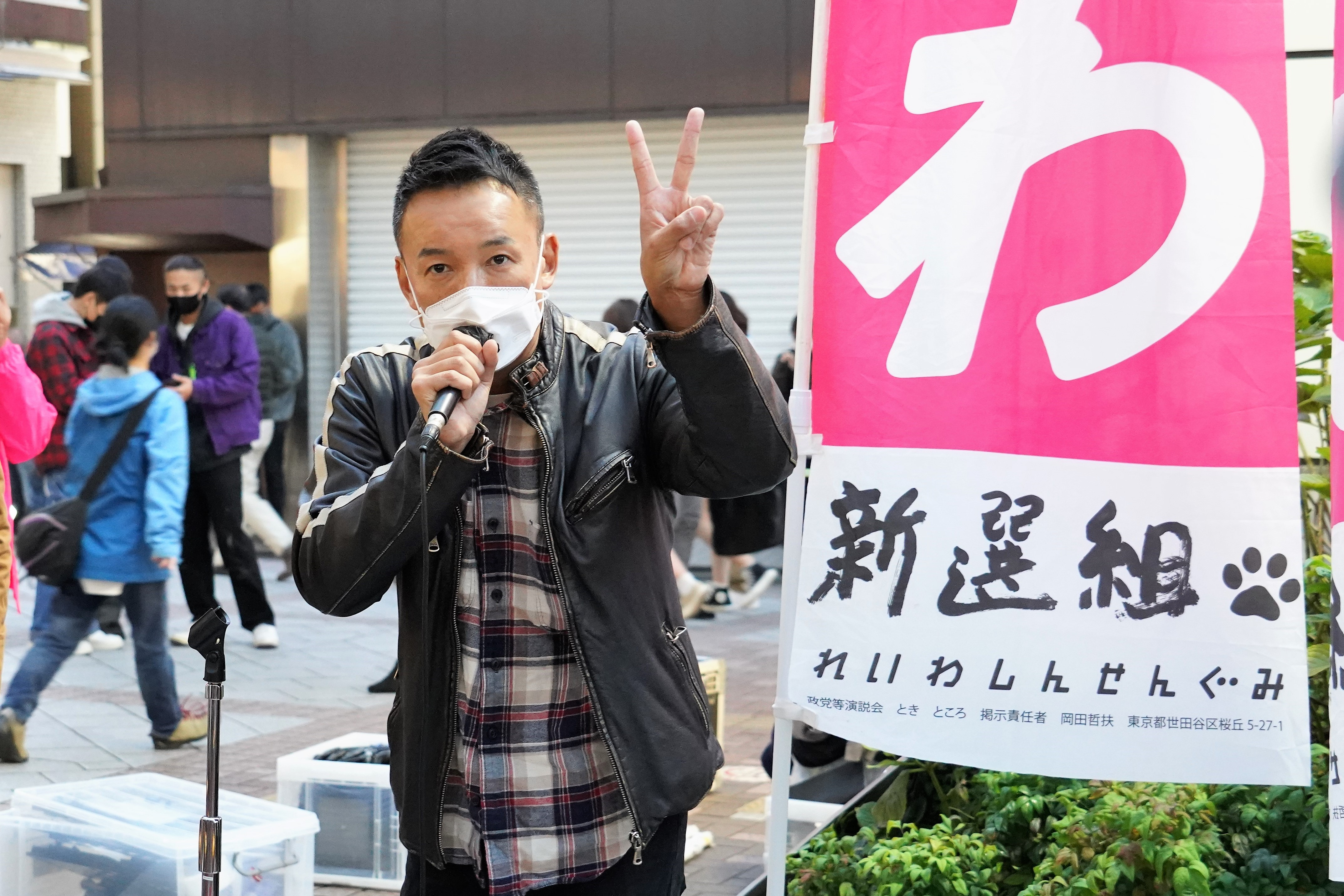
2021年10月24日、横浜駅西口にて衆院選の街頭演説中

2021年9月8日、市民連合が国会内で開いた会合に出席し、市民連合が仲介する形で次期衆院選の事実上の共通政策の締結に合意した。
同年10月8日午前2時、東京新聞電子版が、山本が東京8区から出馬する意向を固めたと報道。あわせて「同選挙区では、各党で調整し、山本氏が野党統一候補になる見通し」と報じた。東京8区は2017年の総選挙から立憲民主党新人の吉田晴美が地道に政治活動を続けていた選挙区だったため、同日午前、立憲民主党の枝野幸男代表は記者会見し、山本に再考を求める発言をした。同日夜、山本は新宿駅前で東京8区からの出馬を改めて宣言。この時点で立憲民主党と日本共産党の間では、吉田に一本化する方向で調整がすでに進んでいたが、山本は「調整しないとこんなことはできない」と自らへの一本化の調整が進んでいることを強調した。結局、地元の市民団体などからの反発を受け、11日夜、山本は東京8区からの出馬取りやめを発表した。なお山本は街頭演説の中で、2019年11月に立憲民主党から「東京8区でどうでしょう」と出馬を打診されたことを明かしている。
同年10月16日、山本は比例東京ブロックから立候補すると表明。10月31日の投開票の結果、れいわ新選組が比例東京ブロックで1議席を獲得したため、衆議院議員に初当選した。

#### 2022年参議院議員選挙

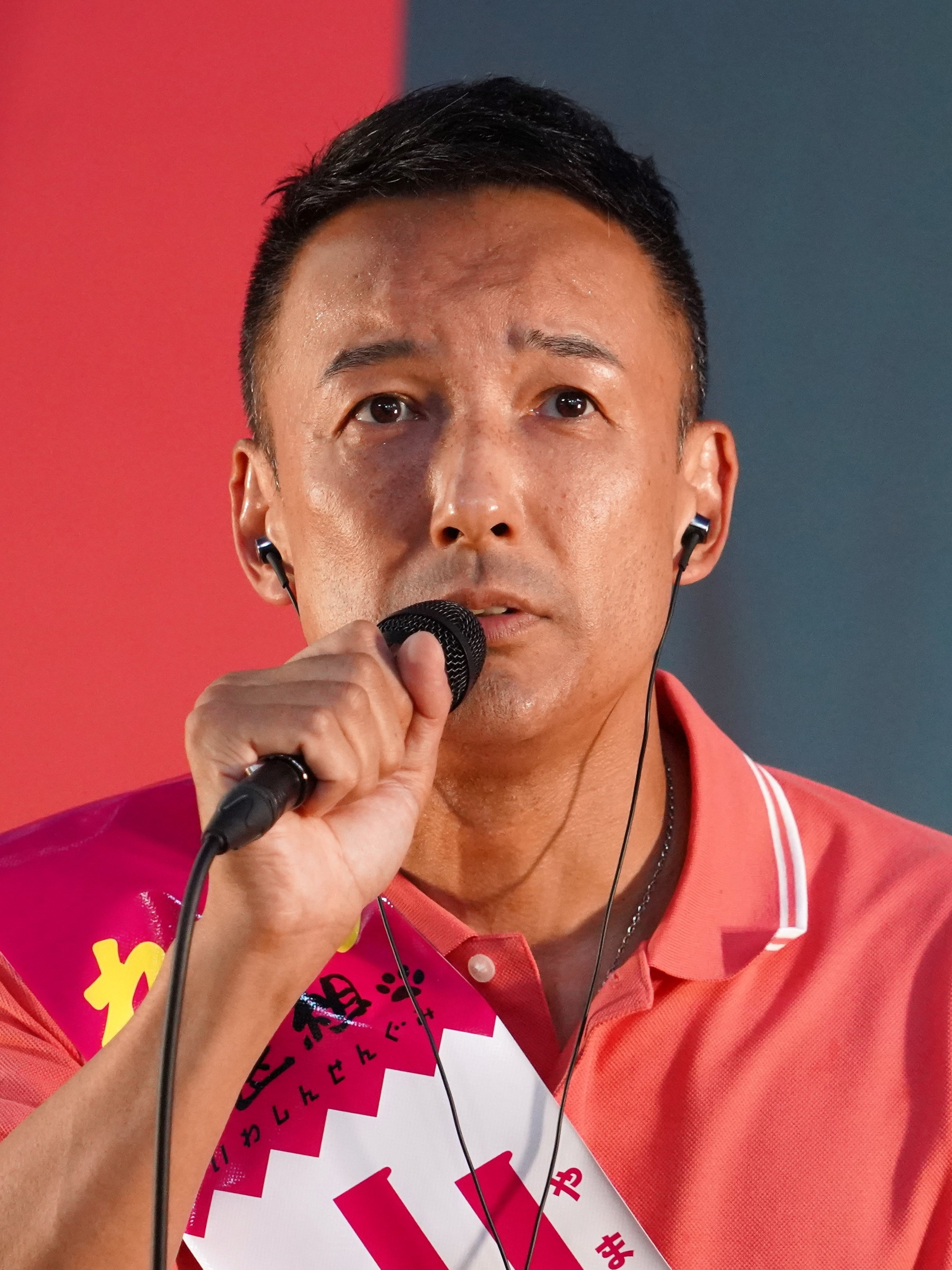
2022年6月26日, 渋谷駅前で街頭演説する山本太郎氏

2022年4月11日、れいわ新選組は記者会見を開き、同年夏の第26回参議院議員通常選挙の東京都選挙区（改選数6）に新宿区議会議員の依田花蓮を擁立すると発表。同年4月15日、山本は議員辞職の意向を表明し、同日議員辞職願を細田博之衆議院議長宛へ提出した。さらに同日、記者会見で参院選へ立候補することを表明した。4月19日、午後の衆議院本会議で辞職が許可された。これにより比例東京ブロック次点であった櫛渕万里（東京都第22区から重複立候補）が繰り上げ当選した。
同年5月20日、山本は、依田を候補予定者に立てていた東京都選挙区から立候補すると表明した。依田は比例区に回ることとなった。
同年7月10日、投開票。支持層が重なる日本維新の会新人の海老澤由紀と都民ファーストの会新人の荒木千陽は票を食い合い、海老澤は得票数7位（530,361票）で、荒木は得票数10位（284,629票）で落選した。山本は565,925票を得て、得票数6位ですべりこみで通算2期目の当選を果たした。
同年12月18日、れいわ新選組の結党後初となる代表選挙が行われ、山本が当選した。19日、櫛渕万里と大石晃子を共同代表に指名した。

## 政治活動
- 2013年4月、山本は第184回臨時国会に福島瑞穂（社会民主党）の質問主意書と一言一句同じである項目を含み、全体としても言葉を置き換えるなどで酷似した質問主意書を政府に提出した[89]。これについて山本事務所は同じ専門家から文案を提供してもらいそのまま提出したためとし、今後はこのようなことはないようにすると表明した[89]。
- 2013年8月10日、志位和夫（日本共産党委員長）の講演を聞くために共産党創立91周年記念講演を訪れ、記者団に対し日本維新の会やみんなの党は自民党の補完勢力でしかなく、共産党が本当の意味での野党の最大勢力であって大きな力を持つだろうと述べ、反対勢力が一つになることが必要である旨の見解を表明した[90]。
- 2013年11月14日、特定秘密保護法案の危険性をみんなが共有すれば通らないと述べ、社民党前党首の福島瑞穂ら4名の野党議員と結束して、同法案の今国会での成立を阻止することを強調した[91]。
- 2020年における東京都都知事選において、インターネットをフル活用した選挙活動の取組みが顕著に表れた[要出典]。
- 令和4年度年度予算案の採決を行った2022年2月22日の衆議院本会議で、投票のために登壇した際、「これっぽっちの予算案で困っている人たちを救えるか」と叫んだ。山本が代表を務めるれいわ新選組所属の大石晃子らも「このままの予算でいいのですか。国会の茶番に抗議します」などと叫び、議場は一時騒然となり、細田博之議長は「速やかに投票をお願いします」と山本らを注意した[92][93]。3月1日、衆院議院運営委員会の山口俊一委員長は山本を厳重注意した[94]。

### 反原発活動
- 2011年4月9日、自身のTwitter上にて「黙ってテロ国家日本の片棒担げぬ」と発言し、翌日の4月10日には福島第一原子力発電所事故（東日本大震災）に関連した原子力撤廃デモへ参加した[95]。同5月25日、Twitter上で「原発関連の発言が原因で同7、8月に予定されていたドラマの仕事を降板することになった」と、発言した[96]。ただし、所属事務所はドラマの仕事があったことを否定している[97]。同年5月27日、所属事務所のシス・カンパニーを退社。会社から慰留されたが、最終的には「事務所に迷惑をかけるわけにはいかない」という自身の意思による。「オペレーション・コドモタチ」公式サイト上で「東北で生活するのはあり得ない。がんになるのを待っているだけ」「このまま放射能汚染が続くなら、俳優業引退・疎開も考えている」と述べている[98]。
- 7月11日、佐賀県庁で行われた反原発デモに参加。玄海原子力発電所廃止を訴え、「知事は出てこい」など訴えながら、県知事の古川康に玄海原発再稼働中止の請願書を渡そうと、約150人のデモ隊の一人として佐賀県庁に進入。1時間ほど県職員や守衛警備員らともみ合ったが、知事に嘆願書を手渡すことはできず職員への手渡しにとどまった。今後も反原発デモがあれば参加する意向ということである[99]。この顛末について8月、京都市在住で京都党党員の行政書士が建造物侵入の容疑で佐賀地検に告発し、9月20日に受理されたことが告発者当人を名乗るブログにて事の次第を掲載され、一部マスメディアでも報道された[100][101]。告発状の内容の一部は報道によれば「憲法が保障する表現の自由から著しく逸脱している。法治国家として是認できない。被告発人のような過激なものを野放しにせず、厳重な処罰が行われるよう、速やかに捜査に着手することを求める」などとされている。
- 同月13日、自身のツイッターにて「遂に菅さんが脱原発宣言した。震災から4ヶ月、険しい道のりだったけど、やっとここまで来た。そして、こっからが更に険しい。でも、頑張らなきゃね。子ども達の未来のために。」[102] とつぶやき、同日行われた当時の首相である菅直人の記者会見を評価している[103]。
- 同月18日、環境NGO「欧州放射線リスク委員会」委員の物理化学博士クリストファー・バズビーの講演会に参加。合間にツイッターで講演を実況した。フリーになってからツイッターのフォロワーが11万人を超過。「欧州では（内部被ばくの危険性を示す）データで出ている。食べられないものが出てきて、病気の人も増えて労働力が下がっていくことを食い止めたい」「将来の日本の、そして子どもたちのために、僕が動くことでリスクを訴え続けていかなければならないんです」「今は、ツイッターに興味がないもっと年齢が上の層にも、僕の声を広げていきたい。だから、取材はこれからも受けます」と今後も反原発活動を続けることを改めて明かした[104]。
- 7月20日のトークショーにて、反原発活動を行うきっかけは、2011年4月にソフトバンク社会長孫正義のツイッターにて「原発に賛成?反対?アンケートとってみよう」というつぶやきに、原発反対とつぶやいたが「抑えていたものがあふれたのか、涙が止まらなくなり、1人で嗚咽していた。それで、俺は原発反対を訴えていこうと決めた」と語った。山本自身は8年ほど前から母親の薦めで環境保護団体「グリーンピース」の支援をしていたが、原発に対し「未来に負の過去を残すようなもの」という不安を行動に起こすことなく過ごしており、今回の原発事故が起こったことから「放置してきた自分に怒り、悶々としていた」とのことである[105]。
- 7月23日に龍谷大学で行われた講演会を聴講していたが、サプライズゲストとして「日本政府がやっていることは、日本の将来をあきらめたとしか思えない。このままだと日本は核廃棄物の処理場になってしまう」「この状況を変えるには世論が変わるしかない。そのための底上げの活動を、草の根でやっていけたら」などと5分ほど演説をした[106]。
- 自身の右側頭部に発症した円形脱毛症について「被曝の影響でしょう」と発言した[20]が、直後に「枝野さんが直ちに影響無いって言ってたから違うと思いますけど」と発言したという[107]。

### 特定秘密保護法案反対運動
- 「秘密保護法」大集会実行委員会 主催[108][109] などの特定秘密保護法案反対運動に参加している[110]。
- 2013年12月3日夜、山本太郎は国会議事堂前で「（特定秘密保護法案の採決阻止のために）採決の日に、議員を国会に入れなきゃいいんですよ。」、「議員会館、国会に議員が入れないくらい、人があふれるくらいに集まれば、これは阻止できる可能性がありますよね？ 1000人と言わず、1万人と言わず、10万人と言わず、100万人ぐらいの人が国会周辺に集まりましょうよ！」とデモ隊に対してスピーチした[111][112]。

### 野宿者支援
2016年1月、国立競技場建設にともなう明治公園の野宿者強制排除に際し、その支援者からの通報を受けた山本太郎事務所がスポーツ庁に問い合わせ、結果的に当日は中止に持ち込んだ。本件で山本は、国会で質問する予定だったという。

### ワクチン問題について
ワクチン接種の義務化に反対の立場をとり、国会でも質疑を通して政府のワクチン推進の姿勢に対して問題提起を行っている。子宮頸がんワクチンに関しては、ワクチンによるがんの予防効果は証明されていないとする厚労省の資料を示し、「人体実験してんじゃね～よ、というお話ですね」と語り、2013年に2か月ほど定期接種を国が積極的勧奨していた過去について、効果不明にもかかわらず接種を奨めたとして「あまりにも無責任なんじゃないかな」とも指摘した。また、経済同友会の桜田謙悟代表が2021年8月31日の定例会見で、ワクチン接種について「義務化に向けた議論があっていい」と発言したという報道を受け、「打たない、打てない人たちの権利を侵害するな。義務化はダメ」とTwitterに投稿した。

## 政策・主張
政策
- 被曝させない

原発の即時撤退、ガスコンバインドシステムと小規模水力の推進、国民が情報を得て避難できる権利の確立など
- TPP入らない

TPP（環太平洋パートナーシップ協定）は交渉内容が不透明であって、アメリカでは国内法が条約より優先されているのに対して、日本では条約が国内法に優先されるのは不利、日本には交渉する余地がないと判断して反対。
- 飢えさせない

生活保護の不正受給は正されるべきだが、受給条件の厳格化は反対。「教育」「医療」「介護」の無償化を推進。
- 消費税廃止。必要に応じて大資本家の増税。
- 金融緩和と財政出動でデフレ脱却、財政健全化へ。
- 憲法9条改正と集団的自衛権の行使に反対。

## 人物・エピソード
- 政治家になる前から政治的発言が目立っていたが、その後政治家に転身した。上述のように反原発や反TPPを主張しており、参議院議員に当選する前からそのような政治的活動に積極的に参加していた。支持者には反原発派が多く、自身の姉も脱原発運動をしていた[119]。その際には度々風評被害を煽った発言をしていたが、後になってれいわ新選組HPに謝罪を掲載している[120]。
- 趣味はサーフィン。仕事の合間を縫い、よく仲間と海へ行っている。
- 喫煙者である[121][122]。
- 伊集院光とは芸能界でも互いが認め合う無二の親友である[123]。1992年に伊集院が司会を務める生放送のバラエティ帯番組『素敵な気分De!』（TBSテレビ）を盛り上げるために独断で、覆面を被り模造刀を手に持った不審者として生中継コーナーに乱入しゲストであった渡辺典子に襲いかかったりカメラを壊そうとしたりと大暴れし、警察が出動する放送事故になった。伊集院が自身のラジオ番組で語ったところによると、この放送事故の影響で、半年ほど芸能活動を謹慎する羽目になっていた。放送中には山本であると明かしておらず、警察の取り調べでも伊集院とは無関係と主張した。
- NHK大河ドラマの『新選組!』では平山五郎を殺害する原田左之助を演じたが『輪違屋糸里』では平山五郎を演じた。『幕末高校生』では、タイムスリップした幕末で新撰組隊士を演じている。
- 参議院議員就任後の2013年に次々とプライバシーの報道や身に覚えのない犯罪疑惑を報道されたことについて[124]、山本のオフィシャルブログで、大きな力が働いているとし弁護士チームも普通では考えられないことだと述べている、と主張している[125]。

### 芸能界デビュー前
- 父が1歳の時に亡くなり、母子家庭で育つ（岩切徹「現代の肖像 俳優 山本太郎 ”脱原発”役者の軌跡」『AERA』2012年12月3日より）[126]。
- 姉と妹がいる。
- 山本曰く、母親は「パワフルで正義感が強い人」で、「日常的にも自分より弱い立場の人には、手を差し伸べろっていうことはすごく言われた」。山本は、母の存在から大きな影響を受けて育ったという（著書『山本太郎 闘いの原点』より）[126]。
- 母はフィリピンの貧しい子供たちを支援するボランティア団体のメンバーで、山本も子供の時から何度もフィリピンに行って、仕事を手伝わされていたという[126]。

#### メロリンQ
自伝によると『元気が出るテレビ』で発して自身の名を高めた「メロリンQ（メロリンキュー）」というフレーズは、小学生時代に短期ホームステイ先のフィリピンで食べた「バナナキュー」というデザートが由来であり、語呂が悪いため「メロンキュー」→「メロリンキュー」へと変化したとしている。※ただし、初登場時のフレーズは「ストロベリーキュー」である。
山本自身はダンス甲子園からの引退以来メロリンQの芸を行っていないものの、議員となって以降も「営業案件になるため、（100万円ならやらないが）相応のギャラを頂ければ、今でもやる」「封印している訳ではなく、人類最後の日に再びやろうと思う」という意向を表明しており、その後2022年にJR錦糸町駅前で街頭演説を行った際にメロリンQの芸を披露している。
なお、メロリンQの芸自体は1993年に岐阜協立大学、次いで2003年より滋賀県立大学の学園祭にて男子学生の余興として演じられるようになり、その後も両大学の学園祭名物として受け継がれている。
素人時代の活動ではあるが、政治家転向後の発言では冗談交じりに「グラビアアイドル時代」「私の（人生の）頂点」「彼を超えることが目標」と度々言及する。2021年衆院選開票速報番組では、司会の太田光（爆笑問題）に「メロリンQ」と揶揄された際に「私の最高傑作です」と軽くあしらった。
れいわ新選組が2021年衆院選に向けて掲げた公約の一つに「メロリン給付金」という名称が付けられ、政党公式グッズとして山本直筆Tシャツも販売された。提案者は当時の活躍を知るスポーツ報知記者。ちなみに、選挙直前に「コロナ脱却給付金」に変更された。

### 発言

#### 竹島発言とその真意
2008年7月20日放送のバラエティ番組『たかじんのそこまで言って委員会』（読売テレビ）で「竹島は韓国にあげたらよい」と発言し、ネット上で批判が集中したため同日ブログに謝罪文を掲載した。2012年3月16日、『friends after 3.11 劇場版』のトークショーにて、番組の編集で発言の前後がカットされ、この部分だけが放送されたものであり、韓国の実力行使に対して、竹島は日本の領土であるというだけで何もしない日本政府にハッパをかけようという趣旨の発言であったと謝罪文と同様の説明をした。また2012年7月15日に同番組に再出演した際には、「竹島をあげてしまえばいいというのは、本当にそのままあげてしまえばいいというわけではなくて（中略）尖閣みたいに中国と日本の間で暗黙の了解みたいなものがあるんであればなんかその均衡は保てるでしょうけど、竹島に関してはそうじゃなかった、もっと早くに手を打ってるべきだろう、お尻を叩く意味での発言であった」と釈明している。

#### 森友学園問題における発言
2017年3月2日の参議院予算委員会で、森友学園問題について、安倍晋三に対し妻の安倍昭恵をロッキード事件と掛けてアッキード事件と皮肉る発言をした。この発言に対し安倍は「その言い方は限度を超えている。人の名誉を傷つけるために委員会を活用することは、極めて不愉快だ」と抗議している。また、当時の予算委員会委員長山本一太は、この発言を問題視し措置を取る可能性にも触れている。

#### NHK受信料ボイコット発言
公共放送であるNHKに対し偏向報道が行われていると主張し、「NHKが加計問題に対して政権への忖度報道を続けるなら、『受信料の支払いをボイコット』する。公共放送とは言えぬ偏向報道だ」「視聴者がスポンサー、ということをNHK首脳陣とNHK報道は思い出す必要がある」と発言している。

#### れいわ新選組設立に関して
旧体制を守る組織である「新選組」を名乗ることについてジャーナリストの池上彰から指摘された際、「維新を名乗りながら政府側にベッタリな人たちもいるので気にしないでください」と回答している。

## 批判・騒動

### 園遊会における行為（天皇への書簡手渡し）
2013年（平成25年）10月31日、自身が参議院議員に初当選して3か月後に催されて参加した秋の園遊会において、天皇（当時）に書簡を直接手交した。山本信一郎宮内庁次長は同年11月5日の定例記者会見で、「園遊会の招待者には、陛下のお近くで写真撮影をしないなどの注意事項を示していた。園遊会は各界で活躍された方を招いて、ご苦労をねぎらう場所。常識的に判断されるべき問題。（山本太郎が天皇に渡した手紙は）こういう状況で渡されたものなので、事務方で預かり、陛下には上げていない」と述べ、この手紙を天皇に届けておらず、今後も届けることはないことを明かした。また「もしも手紙を返却して欲しいという希望があれば、返却する」と述べた。同年11月8日、山崎正昭参議院議長から厳重注意と任期中の皇室行事への参加不許可の処分が、言い渡された。

#### 山本太郎の主張
記者会見や取材などに対し、山本側が以下の主張を行ったことが報じられている。
- 「（天皇に渡したとされる手紙の内容）子供たちの被ばくや健康被害が福島だけではなく、この先、他にもたくさん出てくることや食品の安全基準が低い問題、原発の高線量エリアで働いている作業員たちの健康や放射線管理があまりにずさんな話など。秘密保護法も通ってしまえば、権力者にとって（福島第一）原発事故も含め、都合の悪いことは隠されてしまい、戦前に逆行している。手紙を書いたのは（手紙を渡す）前日である[151]。」（以下「特定秘密保護法案反対運動」も参照）
- 「（天皇に手紙を片手で渡すことは、）非常に緊張していた。左手に招待状と手紙をくるんだ物を持っていて、片手でお渡しする形になってしまった。人を守らない国は国じゃない。僕の（政治における）ポジションがどうこう言われれば“保守ど真ん中”[152]。」
- 「陛下に福島第一原発事故をめぐる健康被害および事故の収束で働く原発作業員の労働環境の劣悪さについて知ってもらいたかった。議員が陛下に手紙を渡すことが禁止とは聞いていないし、自分の行動は議員による皇室の政治利用にはあたらない[153][154]。」
- 「今回の自分の行動が政治利用にあたるならば、五輪招致で皇室の方々に出席していただくことも政治利用なのではないか[155]。」
- 「田中正造が明治天皇に直訴したという事実は知っていたが、あの手紙を手渡す際には、そんなことは意識もしなかった。皆さん（マスコミ）が騒ぐことによって政治利用にされてしまう[156]。」
- 「（同行為によって陛下を困らせたについては、）軽率であったと猛省しているが、有権者との約束が果たせていないので、自ら辞職はしない[157]。」

#### 宮内庁・政府
- 山本信一郎宮内庁次長は、本件について「あのような場所ではふさわしくない」と批判した。また、手紙を天皇に見せていないことを明らかにし[147]、宮内庁幹部が「一般論として、ああいう場所で物をお渡しするのはエチケットに反し、あってはならないことだ。陛下としてもお困りになるだろう」と述べたことが報じられた[158]。
- 安倍晋三首相は、本件に関する鈴木貴子衆議院議員からの質問主意書への答弁書にて「天皇及び皇族が、各界で功績がある方々や活躍されている方々と親しくお接しになり、その労をねぎらわれるとともに、お励ましになる催しである園遊会において、出席者が天皇に直接手紙を手渡す行為は、その場にふさわしくないと考えている。」と見解を述べた[159][160]。

#### メディア
- アメリカのハフィントン・ポストは2013年11月1日付の記事において、山本太郎の同行為の請願法第3条「請願書は、請願の事項を所管する官公署にこれを提出しなければならない。天皇に対する請願書は、内閣にこれを提出しなければならない」への抵触可能性について報じた[161]。
- 産経新聞は2013年11月2日付社説で「天皇に対する請願書は請願法で『内閣にこれを提出しなければならない（3条）』と定められている。山本氏が天皇に申し上げたいことがあるのなら、きちんと法的手続きを踏むべきだ。」と、法令遵守に基づかない行為であったと報じた[162]。
- 朝日新聞は社説で、第2次安倍内閣において、IOC総会に皇室関係者が参加したり、「主権回復の日」式典に天皇が参加するなどしても国会は「処分」の検討をしなかった。この出来事をきっかけに、政治と天皇のかかわり方が改めて議論される機会になるだろうと報じた[163]。同社説において、北海道大学教授の山口二郎と明治学院大学教授の原武史も、朝日新聞の見解を支持した[163]。
- 東京新聞は社説で「儀礼を欠き、脱原発に水を差しかねない軽挙」としたうえで、「批判する側に処分する資格があるのか」と、山本の処分に疑問を投げかけた[164]。
- 沖縄タイムスは社説で「思慮を欠いた軽率な行為だが辞任はする必要はなく、辞職要求はやり過ぎ」と政府を批判し、「民主主義への絶望が天皇直訴という手段を（市民派の議員に）選ばせたとすれば、戦後憲法は根付いていない」「この問題は憲法に基づいて議論すべきで、戦前の不敬罪感覚で議論すべきではない。」とコメントしている[165]。

#### その他の見解
- 高崎経済大学教授の八木秀次は「明らかな政治利用だ。天皇陛下の政治的中立ということをまったく理解していない。国会議員としての資質が問われる」と述べた[166]。
- 政治家からの批判は与野党問わず相次ぎ、世耕弘成[167]、谷垣禎一[168]、下村博文[169]、石破茂[170]、石井啓一[171][172]、大畠章宏[173]、橋下徹[174]、渡辺喜美[175]、志位和夫[176][177]、仁比聡平[178][179] らにより、懸念の意が続々と表明された。一方、吉田忠智のように、同行為を批判しつつ、「議員を辞職するほどではない」とする者もいた[180][181]。

#### 影響・余波
- 静岡県焼津市の市民団体「くろしおネットはまおか」が11月10日静岡福祉大学で行われる講演会に山本を招待していたが、大学側から来場者の安全を責任を持って確保できないと警備上の理由を指摘され、会場が使用できなくなった。「くろしおネットはまおか」は講演会の中止を決め、活動の停止を検討するまでに至った[182]。
- 11月14日の記者会見で風岡典之・宮内庁長官は、この騒動に乗じて右翼団体を自称する者から山本に折り畳みナイフが送りつけられる脅迫事件が発生したことを新聞で知った天皇が心配していると述べた[183]。21日には、山本宛てに投函された散弾銃の実包1発入り封書が銀座郵便局で見つかっている[184]。後者の事件で警視庁公安部は2014年3月24日、脅迫文と銃弾を入れた封筒を千葉県内から郵送した疑いで名古屋市の金属加工会社元社長（別の脅迫事件で起訴）を再逮捕した[185]。

### 福島第一原発事故を巡る言動

#### 東日本女子駅伝を中止に
2011年11月5日の、BSジャパン『デキビジ』（ニコニコ生放送でも中継）にて「東日本女子駅伝を中止に追い込みたい」「『復興しましたよ』ってアピールのためだけの行事」などと発言した。これに対して、主催者である東北陸上競技協会理事長の安田信昭は「放射線量も毎週計測して、大丈夫だという判断になっています。駅伝なので走る時間も限られている。復興の象徴として盛り上げようとしているのに、この発言は風評被害になりますよ。福島県民に対して失礼なんじゃないか」と発言した。

#### ベクレてる発言
- 自身がTwitCastingにて2013年10月24日に配信したライブ映像の中で「ベクレてるんやろなぁ、国会議員に出すお弁当は」と述べた[187]。この配信はニコニコ動画に転載され、コメントでバッシングの嵐となった[188]。山本太郎はジェイ・キャストの取材に対し、「ベクレてる、というのは放射能汚染されているという意味で使っています」と述べた[189]。

### 安全保障関連法の採決
- 2015年9月、参議院本会議の安全保障関連法の採決で、数珠を持ち喪服を着用した上で投票を行い、安倍晋三総理らに焼香するしぐさを行った。このことに関して、9月25日、山崎正昭参議院議長から後述の「天皇に対する書簡手渡し」の件も含めて、「次は容赦しない。議員バッジを外すことになるかもしれない」と、山本に対して「国会法による除名」可能性も含ませた厳しい警告が行われた[190]。

### 入管難民法改正案の採決
- 2023年6月8日、参議院法務委員会の入管難民法改正案の採決の際、採決を阻止するため、委員長席後方の机の上から数度にわたり飛びかかろうとした。この際に自民党議員2人が打撲などのけがを負ったという[191][192]。9日、自民党や立憲民主党などは山本の処罰を求め懲罰動議を提出した[192]。20日、参院議院運営委員会は理事懇談会で、山本に対し、今国会での懲罰を見送る方針を決めた。石井準一議院運営委員長は記者団に対し「山本氏から『反省しております』との言葉もあった。（見送りは）理事会の大体の総意だ」と述べた[193]。山本はTwitterに、暴力を振るっていないこと、報道は印象操作であること、懲罰動議の扱いが恣意的である等書き、懲罰に反対した方には感謝の意を記した[194]。

### 能登半島地震の被災地への訪問
- 2024年1月1日の令和6年能登半島地震の発生後、山本は1月5日午後6時にレンタカーで現地入りした[195][196]。2日間かけて松葉杖姿で被災地を視察し[注釈 3][197]、それに基づいた提言や政府への批判を本人のSNSに投稿した[198][199]。しかし、道路の寸断に伴って石川県と北陸地方整備局が「人命救助や復旧作業に支障が出る」として一般車両の移動を自粛するように呼びかけていた[200]状況であったことや、山本が炊き出しのカレーを食べたことなどから[196]、この訪問の賛否が分かれた。
  - 1月4日午後3時の段階で、石川県知事の馳浩は災害復旧車両を優先し、渋滞を避けるために物資等の現地への直接搬入を自粛するように呼びかけていた[201]。また、1月5日午前10時に実施された第10回災害対策本部でも「能登へ向かう道路は渋滞で大変困っている。不要不急の能登への移動は、控えてほしい。救援部隊も大変困っているので、協力をお願いしたい。」と発言していた[202]。
  - 衆議院議員の大石晃子（れいわ新選組）は「被災地が必要とするNPOの方々と現場で行動する。信念と経験が要る行動。みなさまのご理解をお願いしたい」と投稿した[203]。ラジオパーソナリティの大竹まことは、自身の番組で「現地に行って、自分の目で見て報告して上にあげる、という人が必要だと思う」と述べた[204]。
  - 元宮崎県知事の東国原英夫は「基本、山本君は悪い人間では無い」「現場に行きたい気持ちは分かる」とした一方で、「我慢出来ないのかな？今、何を優先すべきか分からないかな？」と訪問のタイミングを批判した[205]。参議院議員の音喜多駿（日本維新の会）は自身のYouTubeチャンネルで「被災地の方々に負担をかけて、渋滞の一因になって国会議員がやるべきことじゃないだろう」「残念ながら彼が書いてる内容は、もう総理や政府、知事、行政そして関係者を含めて、みんなが知ってる領域を全く出ていない。」などと批判した[206]。
  - 17日に行った会見で、山本は批判に対して「本当にばからしいなと思いますね。わたしは自分がやるべきことをやっただけ」と述べ、特にカレーについては被災者やNPO職員ら全体の配食が終わった後の残り物だったと反論している[207]。

### ガンダムのコスプレ
- 2025年7月20日に投開票された第27回参議院議員通常選挙ではれいわ新選組の比例代表候補者として、岡本麻弥が出馬したことから、山本は岡本が声優として出演しているガンダムシリーズのキャラクターであるシャア・アズナブルのコスプレをして選挙活動を行う様子を同月19日にSNSやYouTubeに投稿した[208]。これを受けて、ガンダムの制作元であるバンダイナムコフィルムワークスは同社が認可したものではなく、特定の候補者を支持しているものではない旨の声明を同月22日に出した[209]。

## 議員連盟
- 政治分野における女性の参画と活躍を推進する議員連盟[210]

## 主な出演作品
※出演作品（時期）（役名）の順に記載する。役名が太字は主要人物で()が付いている場合は詳しい役の大きさを記述する。
- しあわせの決断（1992年、フジテレビ）（岩崎）
- まったナシ!（1992年、日本テレビ）(力士)
- キライじゃないぜ（1992年、TBS）（武内伸男）
- いとこ同志（1992年、日本テレビ）（日下裕二）
- 大人は判ってくれない 第7回「1992年のバタフライ」（1992年、フジテレビ）
- 青春もの （1993年、フジテレビ）（しょうへい）
- 17才（1994年、フジテレビ）（木村浩介）
- 幕末高校生（1994年、フジテレビ）（小松原誠）
- さんかくはぁと（1995年、テレビ朝日）（森沢拓也）
- 金田一少年の事件簿（1995年、日本テレビ）（巽龍之介〈第6話ゲスト〉）
- ベストフレンド（1995年、日本テレビ）（山田太介）
- ワイン殺人事件25歳の夏（1995年、NHK）
- 東京SEX クリスマススペシャル 「サイレントラブ」（1995年、フジテレビ）
- ふたりっ子（1996年、NHK）（海東壮平）
- BLACK OUT（1996年、テレビ朝日）（Futurity9ゲスト）
- ビーチボーイズ（1997年、フジテレビ）（清水（第5話ゲスト））
- 木曜の怪談・魔法じかけのフウ（1997年、フジテレビ）（小川勝也〈レギュラー〉）
- 蛍の宿（1997年、TBS）
- 古都の恋歌（1997年、TBS）
- はみだし刑事情熱系 PART2 第16話（1998年、テレビ朝日）（木下明良）
- 天涯の花（1999年、NHK）（佐川典夫）
- 雨に眠れ（2000年、TBS）（木下幸嗣）
- 熱血!周作がゆく（2000年、テレビ朝日）（次郎吉）
- 強行犯捜査第七係（2002年、NHK）
- お美也（2002年、NHK）
- 女将になります!（2003年、NHK）（吉沢裕介）
- 新選組!（2004年、NHK）（原田左之助）
- テーマソングス♪?ここにおるで! （2004年、フジテレビ）
- 轟法律事務所 見えない絆（2004年、テレビ東京）
- めだか（2004年、フジテレビ）（矢部弘紀）
- 産隆大學應援團（2005年、フジテレビ）
- 怪談スペシャル・鬼婆（2005年、フジテレビ） - 巳之助 役
- 象列車がやってきた（2005年、NHK）
- 初仕事納め（2005年、フジテレビ）
- 神はサイコロを振らない〜君を忘れない〜（2006年、日本テレビ）（木内哲也）
- 氷壁（2006年、NHK）（北沢彰）
- レガッタ〜君といた永遠〜（2006年、朝日放送・テレビ朝日）（滝大輔）
- 次郎長背負い富士（2006年、NHK）（石松）
- 魂萌え!（2006年、NHK）（関口彰之）
- ミヤコ蝶々ものがたり（2007年、テレビ朝日）（南都雄二）
- 探偵学園Q（2007年、日本テレビ）（七海光太郎〈レギュラー〉）
- どうぶつ119（2007年、日本テレビ）（岡田隼人）
- 孤独の歌声（2007年、WOWOW）（松田隆史）
- 輪違屋糸里〜女たちの新選組〜（2007年、TBS）（平山五郎）
- リアル・クローズ（2008年、関西テレビ）（田淵優作）
- 252 生存者あり episode.ZERO（2008年、日本テレビ）（宮内達也）
- アイシテル〜海容〜（2009年、日本テレビ）（野口和彦）
- 人間動物園（2009年7月19日、WOWOW）（家野輝一郎）
- 最後の赤紙配達人〜悲劇の召集令状64年目の真実〜（2009年、TBS）（八木守三）
- だましゑ歌麿（2009年9月12日、テレビ朝日）（菊弥）
- 柳生武芸帳（2010年1月2日、テレビ東京）
- 離婚シンドローム（2010年6月30日、日本テレビ）（田中勉）
- アイシテル〜絆〜（2011年9月21日、日本テレビ）（森田和彦）
- 約束〜名張毒ぶどう酒事件 死刑囚の生涯〜（2012年6月30日、東海テレビ）（若き日の奥西勝）
- ピロートーク〜ベッドの思惑〜 最終話（2012年12月20日、関西テレビ）（熊男）

- 代打教師 秋葉、真剣です!（1991年、東映）（田中広樹）
- リング・リング・リング（1993年、東映）
- 突然炎のごとく（1994年、ビターズ・エンド）（太郎）
- 岸和田少年愚連隊（1996年、松竹）（薫）
- 7月7日、晴れ（1996年、東宝）（池田公彦）
- That's カンニング! 史上最大の作戦?（1996年、東映）（力丸一道）
- マルタイの女（1997年、東宝）（ナカムラ）
- ラブ・レター（1998年、松竹） - 中山サトシ 役
- 極道の妻たち 決着（1998年、東映）（工藤雄太）
- ビッグ・ショー! ハワイに唄えば（1999年、東宝）（漁火伸二）
- 難波金融伝・ミナミの帝王（ケイエスエス）（新庄公平）
  - 劇場版 XIV 借金極道（2000年）
  - 劇場版 XV 商工ローン 保証人の落とし穴（2000年）
  - 劇場版 XVI 借金セミナー（2001年）
  - 劇場版 XVII プライド（2001年）
- バトル・ロワイアル（2000年、東映）（川田章吾〈代表〉）
- バトル・ロワイアル 特別篇（2001年、東映）（川田章吾〈代表〉）
- GO（2001年、東映）（タワケ）
- 光の雨（2001年、シネカノン）（倉重鉄太郎）
- 走れ!イチロー（2001年、東映）（橘恵太郎）
- 千年の恋 ひかる源氏物語（2001年、東映）（惟光）
- 凶器の桜（2002年、東映）
- 夜を賭けて（2002年、シネカノン）（金義夫〈主人公〉）
- 精霊流し（2003年、日活=東北新社）（池田洋治）
- MOON CHILD（2003年、松竹）（トシ）
- 完全なる飼育 秘密の地下室（2003年、アートポート）（タケル〈主人公〉）
- ゲロッパ!（2003年、シネカノン）（太郎）
- 赤い月（2004年、東宝）（牧田将一）
- IZO（2004年、チームオクヤマ）（鬼二）
- 歌舞伎町案内人（2004年、キネマスターフィルム）（劉剛）
- きょうのできごと（2004年、コムストック）（山田）
- 同じ月を見ている（2005年、東映）（金子優作）
- オペレッタ狸御殿（2005年、日本ヘラルド映画・松竹）（駝鳥道士）
- スクールデイズ（2005年、ファントム・フィルム）（高井戸〈一平〉）
- 力道山（2006年、ソニー・ピクチャーズ）（葛西紘一）
- 佐賀のがばいばあちゃん（2006年、ティ・ジョイ）（中野先生）
- おろち（2008年、東映）（大西弘）
- 釣りバカ日誌19 ようこそ!鈴木建設御一行様（2008年、松竹）（高田大輔）
- 252 生存者あり（2008年、ワーナー・ブラザース）（宮内達也）
- ジェネラル・ルージュの凱旋（2009年、東宝）（佐藤拓馬）
- 海の上の君は、いつも笑顔。（2009年、オフィスキタ）（洋一）
- 火天の城（2009年、東映）（熊蔵）
- カイジ 人生逆転ゲーム（2009年、東宝）（船井）
- 仮面ライダー×仮面ライダー オーズ&ダブル feat.スカル MOVIE大戦CORE（2010年、東映）（マツ）
- バトル・ロワイアル 3D（2010年、東映）（川田章吾〈代表〉）
- カイジ2 人生奪回ゲーム（2011年11月5日、東宝、佐藤東弥監督）（船井）
- マイウェイ 12,000キロの真実（2011年、CJ Entertainment/東映）（野田）
- EDEN（2012年11月17日、SUMOMO）（ミロ〈主人公〉）
- 千年の愉楽（2013年3月9日、若松プロダクション）（安田）
- 夏休みの地図（2013年6月29日、QUOBO PICTURES）（田辺浩二）
- 朝日のあたる家（2013年、渋谷プロダクション）（光太郎）[211]
- れいわ一揆（2020年、風狂映画舎）[212]

- かっとびブギ2 フラットアウト・ベイビー（1993年） - 初主演作品
- プロミスリング 〜鹿島アントラーズ物語（1993年） - 高校時代の辰也
- ツッパリ・ハイ・スクール1 武闘派高校伝（1994年）
- ツッパリ・ハイ・スクール2 校外乱闘篇（1995年）
- ツッパリ・ハイ・スクール3 新天地抗争（1995年）
- ツッパリ・ハイ・スクール4 広島代理戦争（1995年）
- ふたつの顔を持つ男 鉄爪（トリガー）（1996年） - ハルキ
- 悪玉志願（1996年）
- BE-BOP-HIGHSCHOOL 愛徳VS城東 代理戦争篇（1997年）
- 難波金融伝・ミナミの帝王シリーズ（新庄公平）
  - 破産 金融屋殺し（1999年）
  - アリバイ証明の罠（2000年）
  - トイチの身代金（2001年）
  - 非情のライセンス（2001年）
  - 極道金融（2001年）
  - 騙しの方程式（2001年）
  - 裏金略奪（2001年）
  - 闇の裁き（2002年）
  - 絆-KIZUNA-（2002年）
  - 裏切りの報酬（2002年）
  - 男たちの過去（2003年）
  - 詐欺の手口（2003年）
  - 海に浮く札束（2003年）
  - 誘惑の華（2003年）
  - 一千万の銃弾（2004年）
  - 仮面の女（2004年）
- joy-pcスペシャルドラマ（2007年、2009年） - タロウ

- 「#37 JIBUN LIFE」（TOKYO RABBIT）（2019年10月25日）
  - 動画：TOKYO RABBIT「#37 JIBUN LIFE」Music Video
  - れいわ新選組代表としての活動開始後に出演[213]。

- DECIMA 出島（2000年）
- LOVE LETTERS（2008年、パルコ）（アンディ〈主人公〉）
- 薔薇とサムライ（2010年、劇団☆新感線）
- 美輪明宏版 椿姫（2012年、パルコ劇場）

- 三菱自動車工業「リベロ」（1995年 - 1996年）
- エバラ食品工業「浅漬けの素」（1996年）
- ライオン「植物物語」（1997年）
- サントリー
  - モルツ（2000年）
  - マグナムドライ（2002年）
- 本田技研工業
  - That's（2002年） - ナレーター
  - CR-V（2002年5月） - ナレーター
- トヨタ自動車 「NOAH」（2004年 - 2007年）
- エーザイ 「サクロン」（2004年 - 2006年）
- 花王「クリアクリーンプラス」（2007年）
- NEC
  - 「LaVie」（2004年 - 2010年）
  - 「VALUESTAR」（2005年 - 2010年）
- コープ自然派（2013年）

- 山本君と田中君（1991年、ニッポン放送）
- TOKYO BAY LINE 7300（1998年 - 2000年、bayfm）
- MBSヤングタウン金曜日（1999年、MBSラジオ）
- 山本太郎のパーソナリティスペシャル!（2001年、TBSラジオ）
- HAYALIUTA（2011年5月 -　2012年3月、NACK5）

- 学校では教えてくれないこと!!（1994年、フジテレビ） - レギュラー
- 森田一義アワー 笑っていいとも!（1996年 - 1997年、フジテレビ） - レギュラー（隔週水曜日）
- 世界ウルルン滞在記（1996年 - 2002年、毎日放送）
- 真夜中の王国（1997年、NHK） - 司会
- ぷらちなロンドンブーツ（1998年、テレビ朝日） - 準レギュラー
- 元気モンTV（1998年、読売テレビ） - レギュラー（火曜日）
- いつでも笑みを!（1998年 - 1999年、関西テレビ） - レギュラー
- 稲妻!ロンドンハーツ（1999年、テレビ朝日） - レギュラー
- 人気者でいこう!（1999年、朝日放送）
- 若者討論・あなたならどうする?21世紀の日本人の人生（2001年、NHK） - 司会
- つるまげどん（2001年、毎日放送）
- ワイドABCDE〜す（2002年、朝日放送） - レギュラー（月曜日）
- 列島クイズ!都道府県太郎（2003年、BS朝日） - 司会
- チューボーですよ!（2004年、TBS）
- トップランナー（2005年 - 2008年、NHK） - 司会
- JNN共同制作番組「山本太郎のスルメイカの旅」（2005年3月21日、長崎放送）
- どうぶつ奇想天外!（2008年 - 2009年、TBS） - ナレーション
- 新チバリヨ★スター（琉球放送） - レギュラー
- 世界ふれあい街歩き（NHK） - ナレーション
- いいはなシーサー（テレビ朝日）
- ネプリーグ (2008年2月25日、フジテレビ)
- 素敵な宇宙船地球号（ - 2009年、テレビ朝日） - ナレーション
- 熱中時間 忙中"趣味"あり（NHK） - ナレーション
- クイズプレゼンバラエティー Qさま!!（2009年、テレビ朝日）
- アジアンスマイル（NHK） - ナレーション
- 課外授業 ようこそ先輩（NHK） - ナレーション
- たったひとりの反乱（NHK） - 司会
- アートエンターテインメント 迷宮美術館（NHK）- ゲスト（キュレーター）
- アナザースカイ（2010年1月、日本テレビ） - レポーター
- ためしてガッテン（2010年2月、NHK）
- テレビで中国語（2010年3月30日 - 2011年3月25日、NHK教育） - 生徒役
- あさイチ（2010年6月、2011年7月21日、NHK）- 旅人
- みんなでニホンGO!（2010年、NHK）
- 土曜マルシェ（2011年、NHK）
- 和風総本家（2011年、テレビ東京）
- たかじん胸いっぱい（2012年、関西テレビ）
- アスリートの魂（2012年5月21日、NHK） - ナレーション
- エアレボリューション（ニコニコ生放送、2023年3月9日、2025年2月7日）[214]

## ディスコグラフィ

### シングル
- NO.1!（1992年4月22日、KIDS-76）[215]
- もう一人の天使（1992年7月22日、KIDS-88）[216]
- BLANK GENERATION（1993年7月1日、KIDS-137）[217]

### アルバム
- 悪い大人に騙されて（1992年6月24日、KICS-213）[218]

## 書籍・メディア

### 書籍
- 母ちゃんごめん普通に生きられなくて（1998年11月1日、ISBN 489215055X）ぴあ
  - 「TVぴあ」3年間連載の単行本化。
- ひとり舞台 脱原発 - 闘う役者の真実（2012年2月3日、ISBN 978-4087806359） 集英社
- みんなが聞きたい 安倍総理への質問（2016年1月26日、ISBN 978-4797673135）[35] 集英社インターナショナル
  - 推薦コメント 内田樹/加藤典洋/島田雅彦/想田和弘/茂木健一郎/矢部宏治 ほか
- 山本太郎 闘いの原点: ひとり舞台 (ちくま文庫) （2016年6月8日、ISBN 978-4480433657）筑摩書房
  - 2012年「ひとり舞台 脱原発 - 闘う役者の真実」の文庫版。文庫版ではその後国会議員になるまでを追加収録。
- 僕にもできた! 国会議員（2019年4月9日、ISBN 978-4480864666）筑摩書房 著：山本太郎、雨宮処凛
- #あなたを幸せにしたいんだ 山本太郎とれいわ新選組（2019年12月13日、ISBN 978-4087808940）集英社 著：山本太郎

#### 関連書（他の著者による書籍）
- 「れいわ現象」の正体 （2019年12月11日、ISBN 978-4591164891）ポプラ社 著：牧内昇平
- 山本太郎がほえる〜野良犬の闘いが始まった（2020年1月20日、ISBN 978-4802097864）NextPublishing Authors Press 著：高橋清隆

#### 一部参加
- ガラダマ天国 （1997年12月、ISBN 978-4892150487）ぴあ 著：唐沢商会 ※漫画。掲載誌内のコラボにより、vol.107「おっかけ」で一部参加

### 雑誌
- GQ JAPAN (ジーキュージャパン) 2019年12月号（2019年10月25日、ASIN B07XN1LSPQ）プレジデント社
  - COVER STORY 山本太郎
- Newsweek (ニューズウィーク日本版) 2019年11/5号 [山本太郎現象] （2019年10月29日、ASIN B07YTDDCT3）CCCメディアハウス
  - Special Report：山本太郎現象
- まるごと山本太郎 れいわ新選組 (週刊金曜日 2019年11/28臨時増刊号)（2019年11月28日、ASIN B07Z75PQ8K）週刊金曜日
- NO NUKES voice Vol.22 紙の爆弾 2020年1月号増刊（2019年12月11日、ASIN B081KQHK7F）鹿砦社
  - [グラビア]山本太郎「原発事故の収束の仕方も分からないのに滅茶苦茶だ」
- 文藝春秋2020年2月号（2020年1月10日、ASIN B082PQKC7Q）文藝春秋
  - 「消費税ゼロ」で日本は甦る 山本太郎 「政界の風雲児」本気の政策論文

### DVD
- 世界ウルルン滞在記 Vol.6（2009年1月23日、ASIN B001FWITEG）

## 選挙歴
| 当落 | 選挙                     | 執行日         | 年齢 | 選挙区           | 政党         | 得票数     | 得票率 | 定数 | 得票順位 /候補者数 | 政党内比例順位 /政党当選者数 |
| ---- | ------------------------ | -------------- | ---- | ---------------- | ------------ | ---------- | ------ | ---- | ------------------ | ---------------------------- |
| 落   | 第46回衆議院議員総選挙   | 2012年12月16日 | 38   | 東京都第8区      | 無所属       | 7万1028票  | 25.15% | 1    | 2/4                | /                            |
| 当   | 第23回参議院議員通常選挙 | 2013年07月21日 | 38   | 東京都選挙区     | 無所属       | 66万6684票 | 11.83% | 5    | 4/20               | /                            |
| 落   | 第25回参議院議員通常選挙 | 2019年07月21日 | 44   | 参議院比例区     | れいわ新選組 | 99万2267票 | 43.51% | 50   | /                  | 3/2                          |
| 落   | 2020年東京都知事選挙     | 2020年7月5日   | 45   | ーー             | れいわ新選組 | 65万2277票 | 10.72% | 1    | 3/22               | /                            |
| 当   | 第49回衆議院議員総選挙   | 2021年10月31日 | 46   | 比例東京ブロック | れいわ新選組 | ーー票     | ーー   | 17   | /                  | 1/1                          |
| 当   | 第26回参議院議員通常選挙 | 2022年07月10日 | 47   | 東京都選挙区     | れいわ新選組 | 56万5925票 | 8.99%  | 6    | 6/34               | /                            |